# Bukowina Bobrzańska
Bukowina Bobrzańska (prononciation : [bukɔˈvina bɔˈbʐaɲska]) est un village polonais de la gmina de Żagań dans le powiat de Żagań de la voïvodie de Lubusz dans l'ouest de la Pologne.
Il se situe à environ 8 kilomètres à l'est de Żagań (siège de le powiat) et 39 kilomètres au sud de Zielona Góra (siège de la diétine régionale).

## Histoire
Le nom allemand du village était Buchwald bei Sagan.
Après la Seconde Guerre mondiale, avec les conséquences de la Conférence de Potsdam et la mise en œuvre de la ligne Oder-Neisse, le village est intégré à la République populaire de Pologne. La population d'origine allemande est expulsée et remplacée par des polonais.
De 1975 à 1998, le village appartenait administrativement à la voïvodie de Zielona Góra.

Depuis 1999, il appartient administrativement à la voïvodie de Lubusz.